# St Julians
St Julians (en anglais) ou Sain Silian (en gallois) est une communauté du borough de comté de Newport, au pays de Galles.

## Géographie
St Julians se trouve au nord-est du centre-ville de Newport. La communauté est délimitée au nord et à l'ouest par l'Usk. Elle est traversée par l'autoroute M4.

## Démographie
Au recensement de 2011, la communauté de St Julians comptait 8 675 habitants.

## Culture locale et patrimoine
La communauté de St Julians abrite trois monuments classés. L'un d'eux est l'église paroissiale anglicane, dédiée aux saints Jules et Aaron (en). Conçue par l'architecte John Coates Carter (en), elle est construite entre 1925-1926 et constitue un monument classé de grade II* depuis 2017.